# Národní pouť do Svaté země
Národní pouť do Svaté země konaná od 7. do 10. listopadu 2013 byla největší akcí tohoto druhu v historii českých zemí. Navazuje na dlouholetou tradici, která byla přerušena v roce 1937. Více než tisíc účastníků navštívilo horu Blahoslavenství, Betlém (Pole pastýřů) a také Jeruzalém (kostel sv. Anny).